# Ауксилия

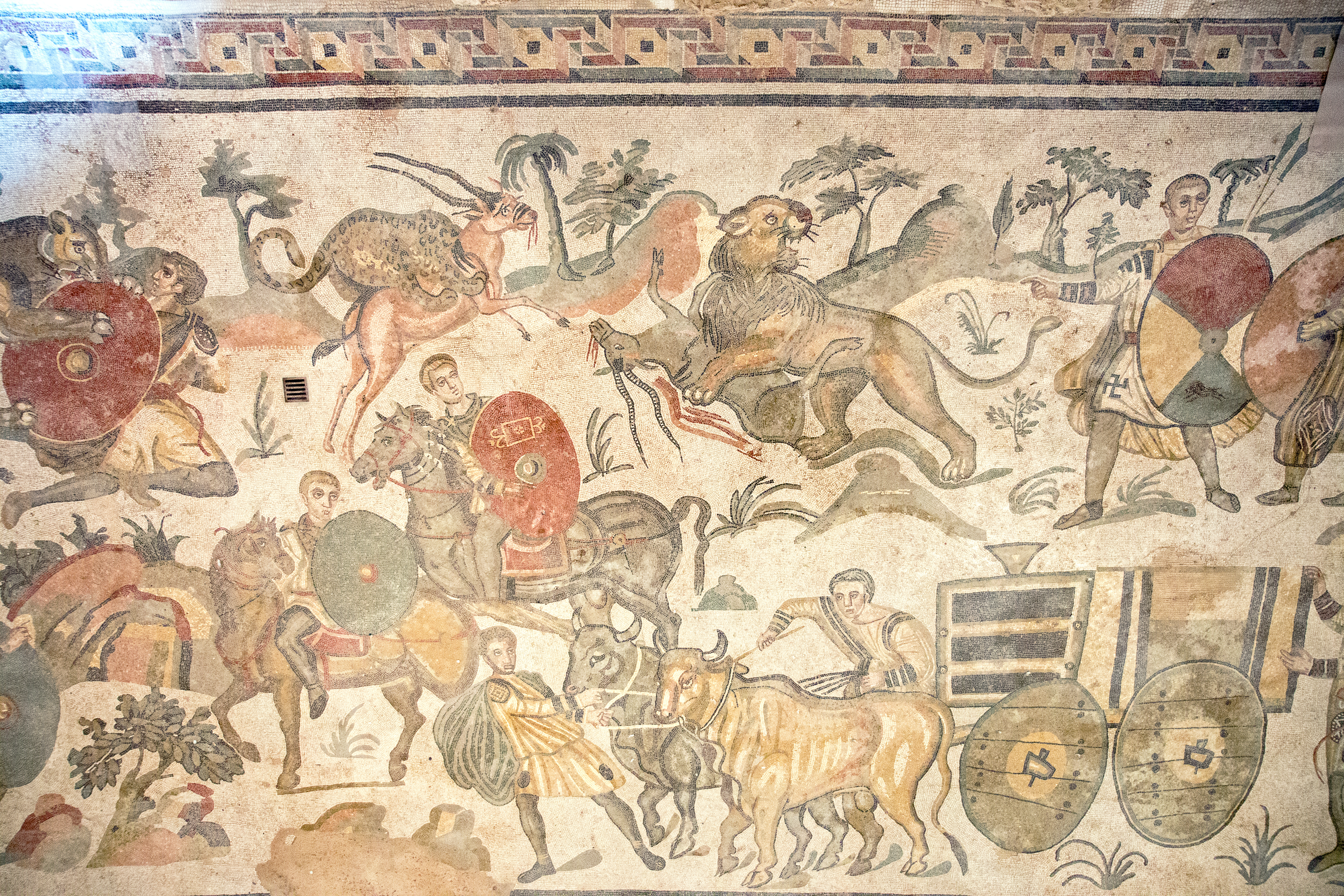
Ауксиларии, охотящиеся на диких зверей. Римская мозаика из Виллы дель-Касале близ Пьяцца-Армерина (Сицилия). IV в. н. э.

Аукси́лия (лат. auxilia) — вспомогательные войска, вспомогательное формирование древнеримской армии, набиравшееся частью из вассальных и союзных народов, частью из иностранцев-наёмников.

## История
Вспомогательные войска — Auxilia существовали уже в то время, когда италийские народы в качестве партнёров (socii) выставляли вспомогательные отряды под именем внешнего подкрепления (externa auxilia).
В эпоху Римской республики ауксиларии выставлялись подвластными Риму народами, не пользовавшимися правами римских граждан и не принадлежавшими к числу союзных народов. Комплектование их производилось частью наймом, частью — обязательной поставкой воинов названными выше народами. Эти солдаты не входили в состав легионов, a составляли отдельные отряды — ауксилии, причём их численность и организация были разнообразны, они делились на когорты. В этих войсках состояли, к примеру: критские лучники, балеарские пращники, галльская конница; имелась отдельная ала африканцев. При императоре Августе была проведена реформа ауксилий и они получили новые экипировку и вооружение, также стали образовывать когорты по 500 человек и миллиарии. В это время срок службы составлял 25 лет (в преторианской гвардии — 16 лет, в легионе — 20), возможно сама она была бесплатной, но при отставке отслужившие получали права римского гражданина. При Траяне старые отряды ауксилариев были заменены новыми подразделениями. Ауксилиарные войска пополнялись обычно в тех провинциях, в которых они дислоцировались. В правление Диоклетиана и Константина Великого ауксилариями именовались лёгкие пехотинцы. Общее число этих частей (стрелков и пращников) в Восточной империи доходило до 41, в Западной — 65, причём они представляли собой милицию, поставлявшуюся пограничными народами.
В IV веке Ауксилия палатина (императорские придворные вспомогательные войска) — отряды отборной тяжёлой пехоты — стала ударными пехотными частями. Несмотря на название, по рангу стояли выше мобильных легионеров-комитатов.